# Marcin Zaleski
Pour les articles homonymes, voir Zaleski.
Marcin Zaleski est un peintre et photographe polonais né à Cracovie en 1796 et mort à Varsovie en 1877.

## Biographie
En 1846, il devient professeur de perspective à l'école des Beaux-Arts de Varsovie.